# 上野クリニック
東京上野クリニック（とうきょううえのクリニック）は、東京都台東区に本院を構える医療機関である。

## 概要
「医療法人社団 上伸会」が運営し、全国に15医院を開設している男性専門のクリニックであり、「ひとつウエノ男」というキャッチフレーズのテレビCMを展開している。

## 診療内容
- 包茎治療
- 性感染症治療
- 勃起不全（ED）治療

## 全国のクリニック
- 札幌医院
- 仙台医院
- 新潟医院
- 大宮医院
- 千葉医院
- 上野本院
- 新宿医院
- 横浜医院
- 名古屋医院
- 金沢医院
- 大阪医院
- 京都医院
- 広島医院
- 岡山医院
- 福岡医院

## 提供番組
- 日曜ビッグバラエティ（テレビ東京系列）
- ダウンタウンなう（フジテレビ系列）
- 東京上野クリニック presents 成瀬心美 ぷるるんhoneyトラップ（TBSラジオ）
- 7つの海を楽しもう!世界さまぁ〜リゾート(TBS系列)

## 外部サイト
- 東京上野クリニック